# Acolea physcaula
Acolea physcaula là một loài rêu tản trong họ Gymnomitriaceae. Loài này được (Hook. f. & Taylor) Trevis. miêu tả khoa học lần đầu tiên năm 1877.